# Как создавались империи
«Как создавались империи» (англ. Engineering an Empire) — научно-популярный сериал, выходивший на телеканале «History». В качестве ведущего выступил актёр Питер Уэллер, известный по фильму «Робокоп». В России сериал транслировался на канале «Культура» в рамках рубрики «Ступени цивилизации».
Премьерная серия «Рим» получила две награды «Эмми» из четырех, на которые она была номинирована.

## Описание
Сериал рассказывает о достижениях древних цивилизаций в инженерном деле и/или архитектуре. Каждая серия посвящена одной из цивилизаций.
1. «Рим» (2 части)
2. «Древний Египет» (2 части)
3. «Греция»
4. «Греция. Эпоха Александра Македонского»
5. «Ацтеки»
6. «Карфаген»
7. «Майя. Империя смерти»
8. «Россия»
9. «Британия: кровь и сталь»
10. «Персы»
11. «Китай»
12. «Наполеон: стальной монстр»
13. «Византийцы»
14. «Мир да Винчи»